# Trichopagurus
Genre
Trichopagurus est un genre de bernard-l'hermite (crustacés décapodes de la famille des Paguridae).

## Liste des espèces
Selon World Register of Marine Species (31 décembre 2018) :
- Trichopagurus asper Komai & Poupin, 2012
- Trichopagurus macrochela Komai & Osawa, 2005
- Trichopagurus tenuidactylus Komai, 2013
- Trichopagurus trichophthalmus (Forest, 1954)

## Publication originale
- de Saint Laurent, 1968 : Révision des genres Catapaguroides et Cestopagurus, et description de quatre genres nouveaux : 1.-Catapaguroides A. Milne Edwards et Bouvier et Decaphyllus nov. gen. (crustacés décapodes Paguridae). Bulletin du Muséum  national d’Histoire naturelle, sér. 2, vol. 39, n. 5, pp. 923-954 (texte intégral) (fr).